# Alfred Fuchs
Alfred Fuchs (ur. 2 sierpnia 1870 w Karolinental, zm. 5 października 1927 w Wiedniu) – austriacki lekarz neurolog i psychiatra, profesor nadzwyczajny psychiatrii i neurologii na Uniwersytecie Wiedeńskim.
Syn lekarza Alberta Fuchsa (1825–1899) i jego żony Rosy z domu Kornfeld (1843–1906). Studiował medycynę na Uniwersytecie w Pradze i Uniwersytecie Wiedeńskim, tytuł doktora medycyny przyznano mu w 1894 roku. Od 1900 asystent w Sanatorium Purkersdorf, najpierw u Richarda von Kraffta-Ebinga, potem u Juliusa Wagnera-Jauregga. W 1905 roku habilitował się z neurologii i psychiatrii, od 1912 profesor tytularny, od 1919 profesor nadzwyczajny neurologii i psychiatrii na Uniwersytecie Wiedeńskim.
Zajmował się m.in. badaniami płynu mózgowo-rdzeniowego i objawami źrenicznymi.

## Wybrane prace
- Therapie der anomalen vita sexualis bei Männern mit specieller Berücksichtigung der Suggestivbehandlung. Mit einem Vorwort v. Prof. v. Krafft-Ebing. Stuttgart, 1899
- Die Messung der Pupillengrösse und Zeitbestimmung der Lichtreaktion der Pupillen bei einzelnen Psychosen und Nervenkrankheiten. Eine klinische Studie. Leipzig, 1904
- Einführung in das Studium der Nervenkrankheiten. Wien, 1911
- Die konträre Sexualempfindung u. a. Anomalien d. Sexuallebens. Stuttgart, 1926